# Louis Armand
Louis Armand (Cruseilles, 1905 - Villers-sur-Mer, 1971) fou un enginyer i alt funcionari francès que va ser el primer President de l'Euratom.

## Biografia
Va néixer el 17 de gener de 1905 a la ciutat de Cruseilles, població situada al departament de l'Alta Savoia. Va estudiar a les ciutats d'Annecy i Lió i l'any 1924 es graduà en enginyeria a l'École polytechnique, esdevenint posteriorment professor a l'Escola superior de mines.
Durant la Segona Guerra Mundial fou membre de la Resistència francesa. Arrestat per la Gestapo el 25 de juny de 1944 i empresonat a la ciutat de París, fou posat en llibertat a l'alliberació d'aquesta ciutat per part de l'exèrcit aliat.
Membre de l'Académie française des de l'any 1963, Armand morí el 30 d'agost de 1971 a la població de Villers-sur-Mer, situada al departament de Calvados.

## Activitat professional
El 1949 fou nomenat Mànager General de la Societat Nacional dels Ferrocarrils Francès (SNCF), sent un dels impulsors de la creació de la Societat impulsora del Túnel sota el canal de la Mànega el 1957.
Interessat en la cooperació entre els països i ferm defensor de l'europeisme, l'any 1958 fou nomenat primer President de la Comunitat Europea de l'Energia Atòmica (Euratom), organisme acabat de crear després de la signatura dels Tractats de Roma. A partir de 1960 participà, juntament amb Jacques Rueff, en la redacció del pla Rueff-Armand en favor de la planifació d'un mercat comú entorn de la Comunitat Econòmica Europea (CEE).

## Distincions
Gran oficial de la Legió d'Honor
 Company de l'Alliberament
 Creu de Guerra 1939-1945
 Comandant de les Palmes acadèmiques
 Comandant de l'orde de l'Imperi Britànic